# サリン
サリン（ドイツ語: Sarin）は、有機リン化合物で神経ガスの一種。別称はGB、イソプロピルメチルフルオロホスホネートやメチルフルオロホスフィン酸イソプロピル。

## 歴史
化学兵器としてのサリンは、1936年12月23日にナチス・ドイツにて殺虫剤の合成中偶然発見された。発見時に付けられた名称は調合9/91。硫黄と性質が似たリンを用い捜索中、シアノ基をリン化合物に置き換えて発見。林檎の香りが微かにする。「サリン」の名称は、ナチスでサリン開発に携わったシュラーダー (Gerhard Schrader)（当時バイエル本社研究所工場保守班責任者)、アンブローズ (Otto Ambros）、リッター (Gerhard Ritter) 、フォン・デア・リンデ (Hans-Jürgen von der Linde) の名前から取られた。ただし、サリンの化学式自体は、すでに1902年に公表されていた。
第二次世界大戦中のドイツにおける生産量は約1,000ポンド (450 kg)と推測されている。第二次世界大戦末期、アドルフ・ヒトラーの側近でナチス・ドイツの宣伝大臣であったヨーゼフ・ゲッベルスは、化学兵器を実戦に投入することを主張した。しかし、第一次世界大戦で毒ガスによって脳神経（視神経など）に一過性の障害を負い喉や眼を負傷したという経験を持つヒトラーは毒ガス使用には消極的であり、またドイツ国防軍も化学兵器による攻撃は、連合国軍が神経ガスを保有しており、それを用いた報復ガス攻撃を招くと考えていた。そのため、ドイツ国防軍がサリンを戦争に使用することはなかった。サリンやタブン等の詳細な情報は、第二次世界大戦におけるドイツの敗北により、連合国側も把握するところとなった。

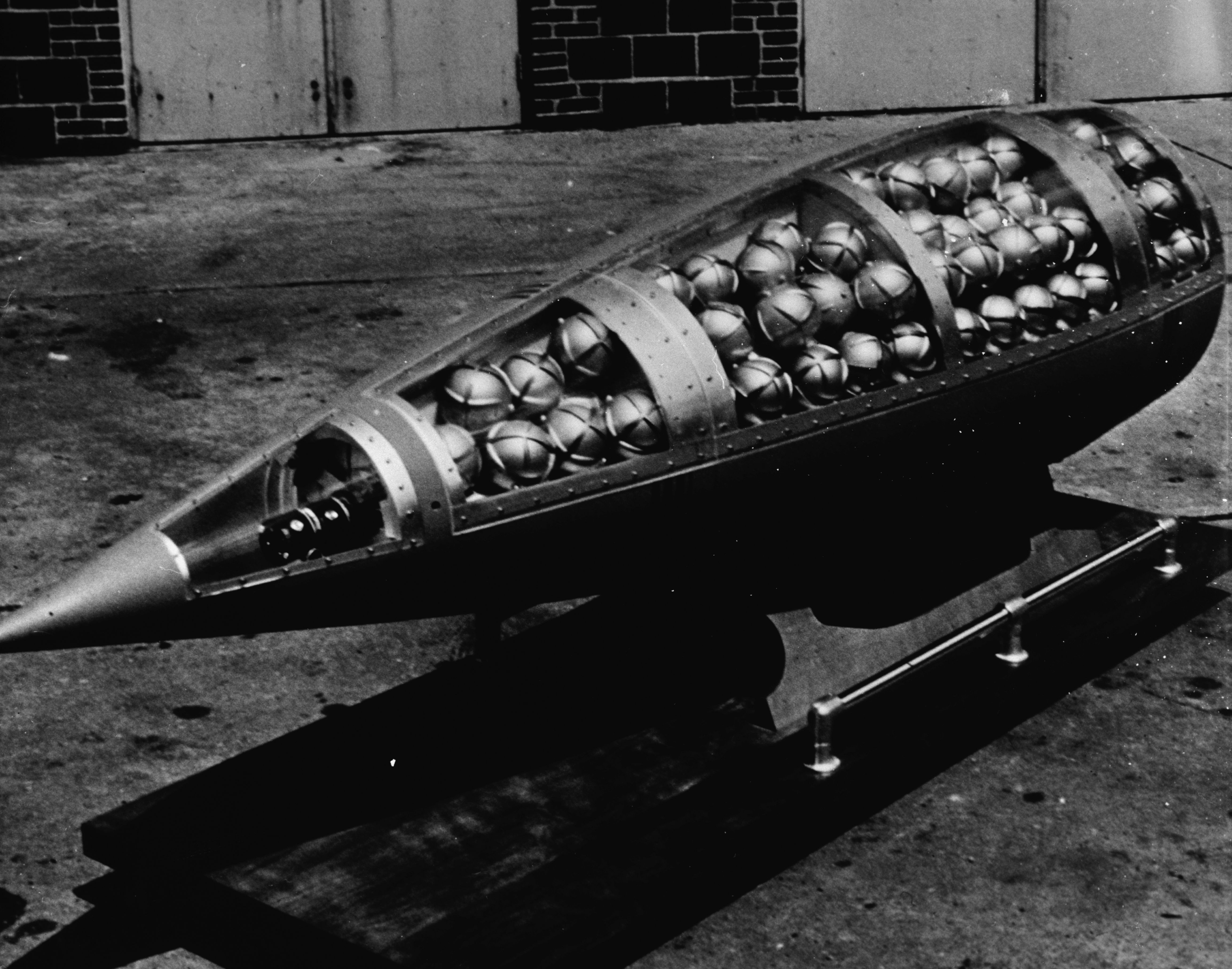
オネスト・ジョンの弾頭の内部を見えるようにしたもの。サリンを詰める多数のM139小型化学弾が見える。なお、この写真はデモ用の弾頭で実弾ではない。（1960年頃）

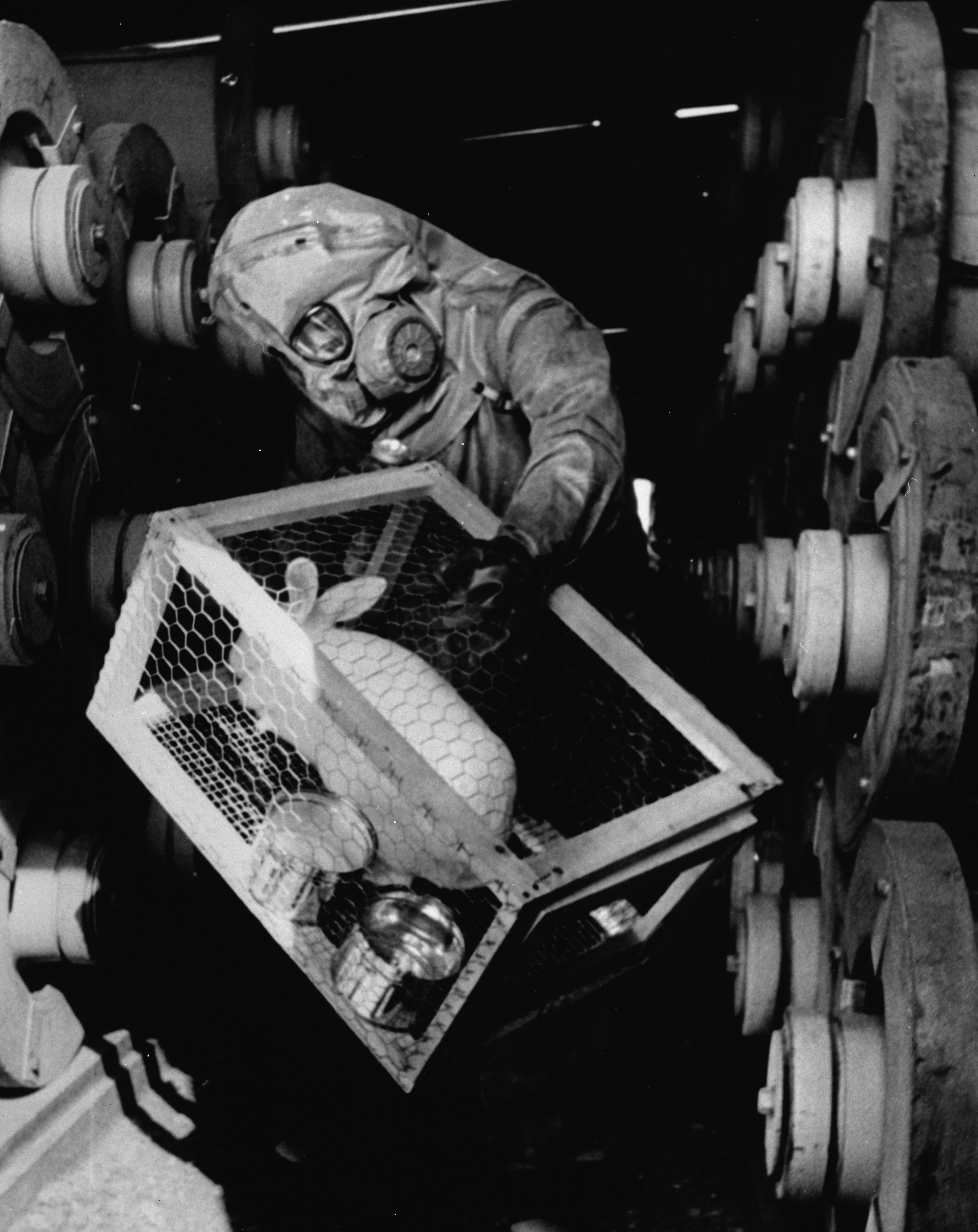
ウサギの入った籠を持ってサリンガスのガス漏れが無いかチェックしている。（1970年撮影）

- 1936年12月23日、ドイツにて調合9/91が開発（発見）される[6]。第二次世界大戦中は、製造が行われるも実戦使用されることはなかった[9]。
- 1937年5月初め、イーゲー・エルバーフェルト工業衛生部責任者のエーベルハルト・グロス教授がシュラーダーの調合9/91にLe-100と言う名前を付けた。LeはLeverkusen（合成された場所。ケルン市北部のレヴァークーゼンにあるイーゲー・ファルベンの化学コンビナートの場所）の略[11]。陸軍が付けたLe-100の秘匿名称としてタブン（ドイツ語: tabu〈禁忌の意〉から）、ゲラン、物質83、トリロン83（T-83とも、イーゲー・ファルベンが製造していた人気のある洗濯洗剤の商品名から）が使用された[12]。
- 1937年10月27日、ドイツ化学部隊隊長のヘルマン・オクスナー中佐が陸軍参謀本部宛ての覚書で100番と言う名称でLe-100について言及[13]。
- 1937年11月、ヘアライン博士の要請に基づきLe-100の研究開発をエルバーフェルトの新研究所に移動。高度機密下で研究を続行[14]。
- 1938年8月2日（特許申請日）、タブンのリン原子に結合しているシアノ基をフッ素原子と置き換え、窒素原子の結合をメチル基へ置き換えた。この1938年のゲルハルト・シュラーダー博士 / ハンス・キューケンタール博士の特許は1951年9月まで公開されなかった[14]。
- 1938年暮れ、エルバーフェルトのシュラーダーの研究室にてシュラーダーがタブンより安定性がかなり高く毒性はタブンの5-10倍の臭気がほとんどないフッ素を含む有機リン化合物を合成。1939年初旬にドイツ陸軍省がサリンと命名[15]。
- 1945年、ドイツの敗北に伴い、製造工場や科学者等から、連合国側もサリンの詳細情報を入手[9]。
- 1946年、ソビエト連邦は国内に、ドイツから接収した製造工場を再建し、サリン等の生産を再開[9][16]。
- 1953年、アメリカ陸軍はサリンの大規模生産を開始[16]。
- 1953年、イギリス空軍のロナルド・マディソン二等兵がサリンの実験中に死亡する[17]。
- 1960年代、ロッキーマウンテン兵器工場で大量のサリンを生産している。このサリンは一度も使用されることが無いままロッキーマウンテン兵器工場の倉庫に保管されていた。そして、1970年代になると全て廃棄処分された。
- 1988年、イラン・イラク戦争中のイラク・クルディスタン地域でハラブジャ事件が発生。イラク軍がイラン軍および自国のクルド人に対し毒ガス攻撃を実施、サリンも使用したとされる[18]。
- 1993年、オウム真理教の土谷正実が合成に成功。サリンを用いて、池田大作サリン襲撃未遂事件、滝本太郎弁護士サリン襲撃事件、松本サリン事件、地下鉄サリン事件を起こした。また、サリン70トンの生産を目指して、山梨県上九一色村の教団施設第7サティアンにおいてサリンプラントを建設していた（サリンプラント建設事件）。
- 1994年、イラクの武装解除を行っていた国連の委員会は、サリンを含むイラク保有の化学兵器の廃棄を確認[19]。
- 2011年に始まったシリア内戦では、2013年にシリアの首都ダマスカス近郊にあるグータに、サリンを搭載したロケットが打ち込まれ死傷者が出た（グータ化学攻撃）ほか、2017年4月にはアサド政権が反政府勢力に対しサリンを使用したとされており（カーン・シェイクン化学兵器攻撃）、この結果アメリカがシリアの空軍基地に対する空爆を実施するに至った[20]。

## 人体への機序

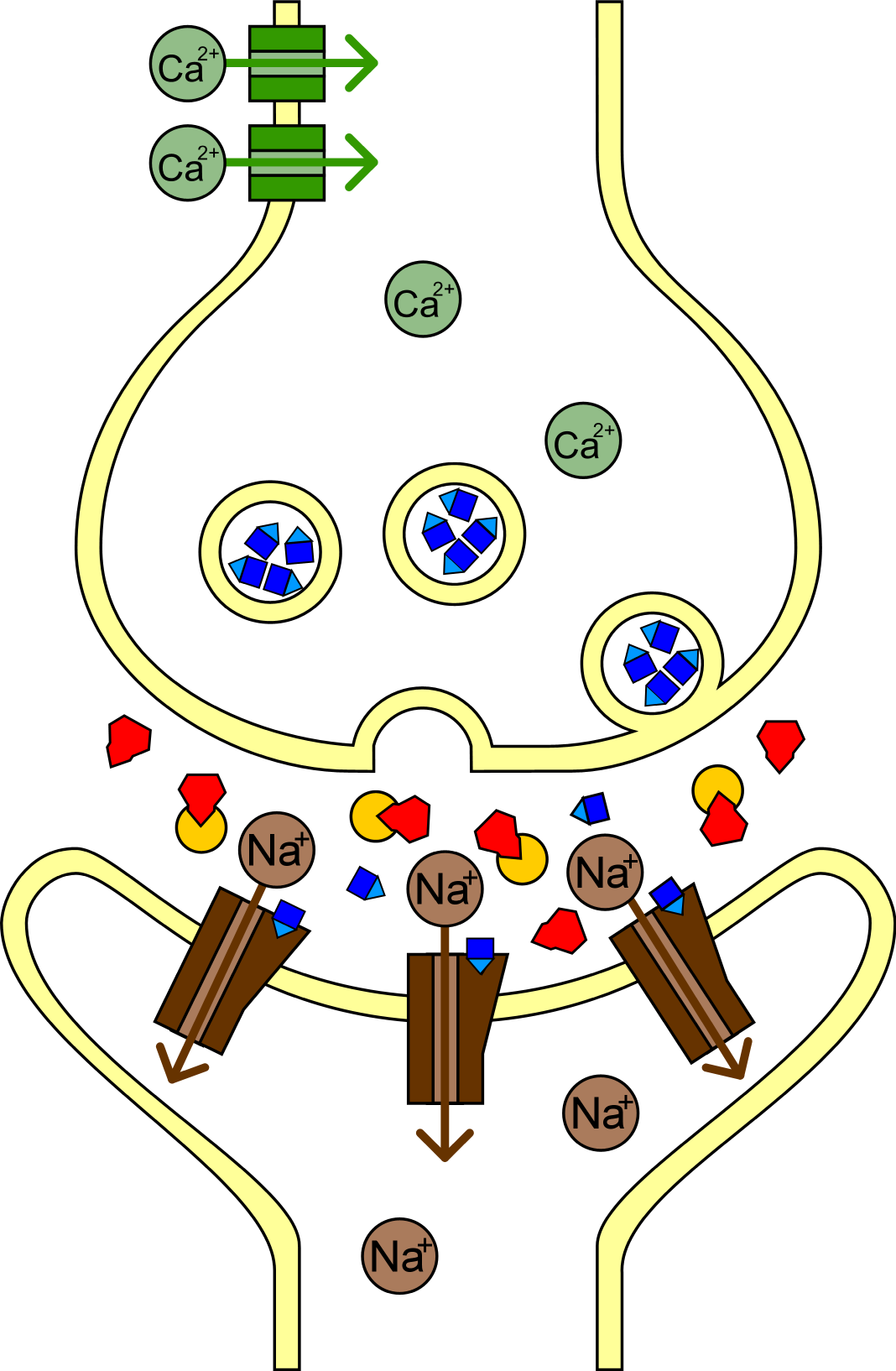
サリン（赤）、アセチルコリンエステラーゼ（黄）、アセチルコリン（青）。サリンがアセチルコリンエステラーゼと結合し、アセチルコリンの分解を阻害。

サリンは神経伝達物質のアセチルコリンと似た構造を持つ。サリンはアセチルコリンを加水分解するアセチルコリンエステラーゼ（AChE）の活性部位に不可逆的に結合することで、AChEを失活させる。それによりアセチルコリンの分解を阻害し、神経伝達を麻痺させる作用が働く。

### 毒性
殺傷能力が非常に強く、吸収した量によっては数分で症状が現れる。また、呼吸器系からだけでなく皮膚からも吸収されるため、ガスマスクだけではなく対応する防護服を着用しなければ防護できない。また、衣服や身体等に付着したサリンが再度気化し、二次被害を生じさせる場合があり、注意を要する。
経皮投与におけるヒトの半数致死量（LD50）は28 mg/kgであり、体重60 kgのヒトが1,680 mg（約1.5 mL）の純粋なサリンを経皮吸収すると、その半数が死亡することを意味する。また、皮膚に一滴垂らすだけで確実に死に至るとの記述も存在する。また、サリンは揮発性が高く、揮発度は16,100mg/m3、気体比重は4.86となっており、経気道的に吸入した場合のLD50は、70–100 mg.min/m3（推測中央値）となっている。

### 症状
低濃度曝露の場合、以下のような症状が出る。特に縮瞳が出現しやすいとされる。
- 縮瞳、嘔吐、腹痛、下痢、嘔気、胸部圧迫感、発汗、倦怠感、不安感、頭痛、めまい、呼吸困難、脱力感。

高濃度曝露の場合、重度化し、以下のような症状が加わる。
- 失禁、意識混濁、心肺停止、全身痙攣、死亡。

### 後遺症
日本においては、松本サリン事件と地下鉄サリン事件の二回にわたる惨事が引き起こされ、両事件で多数の患者が発生しているため、多数の患者に対する医学的な追跡調査が行われている。ただし、両事件では100以上の論文が発表されているものの、新たな知見は見出されなかった。これはすでに神経剤の臨床試験データが数百人分存在するからである。
後遺症には、主に心的外傷後ストレス障害などの心的な物と、目がかすむ、身体がだるい、熱が出るなど軽微な物から、完全に身体を動かせないほどの重度な物までがある。身体的な後遺症の原因は中枢神経系や副交感神経の回復不能な損傷だと言われている。なお、地下鉄サリン事件で使用されたサリンは不純物が多く含まれているものであり、サリン以外の毒性も影響している可能性がある。
松本サリン事件被害者に対する松本市地域包括医療協議会及び松本市による継続的な健康調査では、中毒者には事件後10年経過しても身体や目の倦怠感を訴えるものが非中毒者よりも有意に多かったが、20年経過時点では明確な後遺症は1名の確認にとどまった。
有機リン系農薬に見られる遅発神経障害（1 - 3週間以降）は起こらないとされる。これはサリンの急性毒性が高いために、ごく少量で中毒し、アセチルコリンエステラーゼ活性阻害作用が高い反面、神経毒エステラーゼ活性阻害作用はそれほど高くないことによる。

## 合成及び構造
サリンは有機リン化合物であり、四面体形分子構造と4つの置換基を持つ。光学異性体があり、Sp 体の方がアセチルコリンエステラーゼ結合作用が強く、生体毒性が高い。
サリンの合成は、有機リン化合物合成における手法を通じて行われる。オウム事件裁判で明らかにされた手法としては、
1.三塩化リン、メタノールを原料とし、溶媒としてn-ヘキサンを、反応促進剤としてN,Nジエチルアニリンを用いて、亜リン酸トリメチルを生成する。その際、反応の過程で発生する塩化水素は、ジエチルアニリン塩酸塩となって沈殿する。
PCl3＋3CH3OH＋3C6H5N(C2H5)2 →(CH3O)3P＋3C6H5N(C2H5)2＋HCl
2.亜リン酸トリメチルに触媒としてヨウ素を加え、転位反応によりメチルホスホン酸ジメチルを生成する。その際、瀘過によりヨウ素を除去し、メチルホスホン酸ジメチルを精製する。
P(CH3O)3＋I2 →CH3P(O)(CH3O)2＋I2
3.メチルホスホン酸ジメチルと粉末状の五塩化リンを加熱した状態で反応させ、メチルホスホン酸ジクロライドを生成する。その際、副生成物としてオキシ塩化リン等が生じるため、この混合物を分留してメチルホスホン酸ジクロライドを精製する。
CH3P(O)(OCH3)2＋2PCl5 →CH3P(O)Cl2＋2POCl3＋2CH3Cl
4.メチルホスホン酸ジクロライドに原料であるフッ化ナトリウムを反応させ、メチルホスホン酸ジフロライドを生成する。その際、副生成物として塩化ナトリウムが生じる。
CH3P(O)Cl2＋2NaF →CH3P(O)F2＋2NaCl
5.メチルホスホン酸ジクロライドとメチルホスホン酸ジフロライドの混合物に原料であるイソプロピルアルコールを反応させ、サリンを生成する。副生成物として発生した塩化水素は、水酸化ナトリウムと反応させて塩化ナトリウムとして除去する。
主反応式
CH3P(O)Cl2＋CH3P(O)F2＋2(CH3)2CHOH →2CH3P(O)FOCH(CH3)2＋2HCl
副反応式
CH3P(O)Cl2＋CH3P(O)F2＋4(CH3)2CHOH →2CH3P(O)［OCH(CH3)2]2 ＋2HCl＋2HF

ただし、サリンそのものは反応性が高い上に漏洩した場合に非常に危険であることから、化学兵器砲弾や爆弾においてはメチルホスホニルジフルオリドとイソプロピル化合物を分離状態で同梱しておき、兵器として使用する時に混合する方法が用いられた（バイナリー兵器）。オウム真理教の場合はこれとは異なり、あらかじめサリンを合成しておき、池田大作サリン襲撃未遂事件、松本サリン事件では貨物自動車を改造して設置した噴霧装置を用いて、滝本太郎弁護士サリン襲撃事件では遠沈管、地下鉄サリン事件ではサリンを有機溶剤に溶解させたものを袋に密閉し、穴をあけて染み出させることによる散布が行われた。
しかし、サリンは合成過程における中間生成物の段階で既に極めて毒性が高く、廃棄物もまた高い毒性を持つ。さらに生成過程で使用される化学物質は腐食性も高くガラスを腐食させるので、通常のフラスコなどでは合成できず、高度に専門的な知識と技術、設備が必要となる。これら設備を持たない者が合成を試みたところで、その合成過程で負傷・死亡する危険性が高い。殺虫剤の構造式と紙一重であり、P=O二重結合をもっている。
日本では、かつて長野県警察が市販の農薬からサリンの合成が可能であると主張していたが、これは完全に誤りである。確かにイソプロピルアルコールは工業原料・有機溶剤などとして一般に広く市販されており、前駆体であるリン塩化物についても法規制が敷かれているものの、化学工業や化学実験などで汎用される物質であることから入手が比較的容易なのは事実である。しかし、サリンは熱や水で容易に分解する上、合成段階では極めて不安定になる性質を持つため、サリンに至る製造工程では様々な化学用機材や高度な脱水技術のほか多段階の反応制御・精製技術・温度管理が必要であり、また多くの危険を伴う作業となる。上述した通り、オウム真理教もサリン製造にあたっては、それを目的とした研究室や大掛かりなサリンプラントを建造し、化学方面の高度な専門的知識に知悉した土谷正実らの信者が携わり、長谷川ケミカルなどのダミー会社を経由して原料を取得している。オウム真理教に対する査察においてオウム真理教の施設からは三塩化リン・フッ化ナトリウム（メチルホスホン酸ジメチル・メチルホスホン酸ジクロリドからメチルホスホン酸ジフルオリドを合成する段階で使用）などが発見され、それまではあくまで疑惑であったオウム真理教のサリン製造を裏付ける強力な物証となった。

## 対策
自然環境中には存在しない。化学的に不安定な物質で、熱分解や加水分解されやすい。加水分解によりフッ素が水分子の水素原子と結びつき、それが同じ水分子の水酸基と入れ替わることにより、サリンはフッ化水素とメチルホスホン酸イソプロピル(IMPA)に変化し、さらに後者はメチルホスホン酸 (MPA) とイソプロピルアルコールに分解する。したがって水源地や浄水場にサリンを投げ込んだところで直ちに加水分解されるほか、活性炭処理やオゾンによる高度浄水処理の工程を通ればほぼ完全に無毒化される。また、塩基性条件下で加水分解が加速されることを利用して、サリンの除染には塩基性水溶液が用いられる。
自衛隊や警察、海上保安庁の対テロ訓練では、国際テロリストがサリンを散布して多数の死傷者が発生するといった状況が想定されていることが多い。北朝鮮も製造・所持をしている疑いがある。北朝鮮は日本列島を攻撃可能な弾道ミサイルを保有しており、弾頭に化学兵器類を搭載して発射できるとされる。ただし、熱に弱い性質のサリンを大気圏再突入時に、熱の壁から防ぐ熱遮蔽技術が必要となる。

### 予防及び治療
予防には可逆性アセチルコリンエステラーゼ阻害剤が有効とされる。また、サリンにさらされた可能性がある場合には、サリンから離れて安全な空気のある場所に移動し、衣服を脱ぎ、洗眼や体の洗い流しをすることが求められる。治療には抗コリン剤および抗痙攣剤として、硫酸アトロピンやプラリドキシムヨウ化メチル (PAM) が用いられる。

### 法的規制
サリンは化学兵器禁止条約（1997年発効）により、締約国は例外を除き、サリン等の生産、取得、保管、軍事的な使用が禁じられている。例外として、化学兵器禁止機関に申告を行った上で、防護目的のために少量の生産・取得・保管が認められている。
日本ではオウム真理教による松本サリン事件（1994年）と地下鉄サリン事件（1995年）を受けて、サリン等による人身被害の防止に関する法律（サリン防止法、平成7年4月21日法律第78号）が1995年に施行された。特別な許可を受けた場合を除き、サリンをはじめとする各種の毒ガスの合成や所持が禁止されており、サリン等を発散させ公共の危険を生じさせた者には未遂を含めて罰則が定められている。さらに、化学兵器禁止条約を受けて、化学兵器の禁止及び特定物質の規制等に関する法律（化学兵器禁止法、平成7年4月5日法律第65号）も1995年より施行（申告等手続等は1997年施行）されている。
陸上自衛隊化学学校（埼玉県さいたま市北区日進町、陸上自衛隊大宮駐屯地所在）では、日本では唯一、化学兵器禁止法及び施行令により、人身防護を目的に複数の種類の毒ガスの製造が許可されている。サリンも年間でグラム単位の合成を行っているほか、国際機関・化学兵器禁止機関（OPCW）の査察も受け入れている。また、科学警察研究所でも経済産業大臣の許可を受け、試薬を輸入し、化学剤検知器のテスト等を行っている。